# Little India
Little India – jedna z dzielnic kanadyjskiego miasta Toronto, zamieszkana głównie przez indyjską mniejszość narodową, położona w okolicach Gerrard St. East i Coxwell.
Według szacunków, w Toronto mieszka ponad 350.000 imigrantów z Indii. Razem z Hindusami, którzy przybyli z innych krajów, przybyłych z południowej Azji jest około pół miliona (wliczając Tamili, Pakistańczyków, oraz mieszkańców Punjabu i Sri Lanki).
Kultura i atmosfera dzielnicy zdominowana jest przez imigrantów. Na ulicach spotkać można riksze oraz Hinduski ubrane w tradycyjne sari. W dzielnicy znajduje się hinduski dom towarowy Milan Department Store oraz duża liczba sklepów i restauracji oferujących indyjskie wyroby oraz kulinaria.
Hindusi kultywują swoje tradycje także w Toronto. Hindu Rathayatra Festival of Chariots to dwudniowe święto poświęcone Krysznie (15 czerwca). Hindusi śpiewają, tańczą i modlą się, gdy podczas obchodów wielometrowe posągi Kryszny, Baladevy i Subhadra są wożone na odświętnie przybranych rydwanach. Jest to święto upamiętniające powrót Kryszny i zwycięstwo nad złymi demonami. Procesja odbywa się w centrum miasta i podąża od Bloor St. w dół Yonge aż do jeziora, by potem przenieść się na wyspy. Są to jedne z największych tego typu obchodów na świecie poza Indiami, rokrocznie bierze w nich udział ponad 25 000 osób.
Wcześniej, w maju, odbywa się święto Rathotsavam. Wtedy wielki rzeźbiony w drewnie rydwan bóstwa Ganeśy, o wysokości 10 m i wadze 3 ton, ciągnięty jest przez parę tysięcy wiernych wokół świątyni w Richmond Hill (Bayview Ave. / Elgin Mills Rd). Diwali to święto światła i przywitanie hinduskiego nowego roku (w październiku). Z tej okazji odbywa się barwny pochód, którego głównym elementem jest odświętnie ubrany słoń, ozdobiony złotem i cennymi kamieniami. Z kolei w kwietniu Sikhowie obchodzą swoje święto Baisakhi.
Innym znaczącym świętem jest India Day, czyli dzień uzyskania niepodległości (15 sierpnia). W tym dniu dziesiątki tysięcy Hindusów, mieszkańców Toronto i turystów uczestniczą w paradzie, która wyrusza spod Parlamentu i przez University Ave. dociera do jeziora, gdzie odbywają się degustacje kuchni hinduskiej z różnych rejonów Indii oraz występy artystyczne. W paradzie biorą udział Sikhowie z turbanami na głowie, dziesiątki platform przedstawiających życie w Indiach, jak i kojarzone z Indiami słonie.